# El Matadero, Veracruz
El Matadero är en ort i Mexiko.   Den ligger i kommunen Hidalgotitlán och delstaten Veracruz, i den sydöstra delen av landet, 500 km öster om huvudstaden Mexico City. El Matadero ligger 26 meter över havet och antalet invånare är 115.
Terrängen runt El Matadero är platt. Runt El Matadero är det ganska glesbefolkat, med 29 invånare per kvadratkilometer. Närmaste större samhälle är Arroyo de la Palma, 3,3 km öster om El Matadero. Trakten runt El Matadero består till största delen av jordbruksmark.